# Pjotr Weliki (Schiff, 1876)
Die Pjotr Weliki (russisch Пётр Великий) war eines der ersten Schlachtschiffe (russisch броненосец) der Kaiserlich Russischen Marine. Den Konstruktionsmerkmalen nach handelt es sich um ein Turmschiff. Das Schiff wurde bis Januar 1874 offiziell als Monitor bezeichnet. Schlachtschiffe dieser Epoche werden auch als "Ironclad" oder Panzerschiff bezeichnet.
Das Schiff wurde von Konteradmiral Andrei Alexandrowitsch Popow (russisch Андрей Александрович Попов) entworfen. Der Entwurf lehnte sich an die britische Devastation-Klasse an. Das Schiff wurde 1869 auf der Galeereninsel auf Stapel gelegt. Ursprünglich als Kreuzer (russisch Крейсер) bezeichnet, wurde es am 30. Mai oder 28. Maijul. / 9. Juni 1872greg. anlässlich des zweihundertsten Geburtstages von Peter dem Großen in Pjotr Weliki umbenannt. Der Stapellauf fand am 27. August 1872 statt. Anschließend zeigten sich erste Schwächen an der Konzeption. Die Probefahrt im Oktober 1874 wurde als gescheitert betrachtet, da sich die Schrauben verbogen. Beim Einschießen der schweren Artillerie 1876 wurde das Schiff stark beschädigt. Trotzdem wurde das Schiff in Dienst gestellt.
Die Maschinenanlage von Baird (St. Petersburg) erwies sich als nicht zufriedenstellend. 1881 wurde das Schiff bei Randolph and Elder in Glasgow für 52.000 Pfund umgebaut. Erst hier wurden auch die Schäden vom Einschießen beseitigt. Als Flaggschiff eines Baltischen Geschwaders machte sie 1881 eine Mittelmeerreise. Ein erneuter Umbau, diesmal zum Ausbildungsschiff für Artilleristen, fand 1903 statt. Die nächste Reparatur musste 1908 erfolgen, weil das Schiff im Mai bei Revelstein auf Grund gelaufen war. Ab 1917 wurde das Schiff als schwimmender Stützpunkt für die Unterseeboote der Baltischen Flotte genutzt. Vom 25. bis zum 26. Februar 1918 wurde das Schiff von Reval nach Helsingfors überführt, vom 11. bis 14. April 1918 von dort nach Kronstadt und am 28. April außer Dienst gestellt. Am 21. Mai 1921 wurde die Bewaffnung entfernt und das Schiff als Blockschiff im Kriegshafen von Kronstadt auf Grund gesetzt. Am 23. September 1924 wurde das Schiff während einer Sturmflut auf eine Untiefe geworfen, aber erst am 5. Oktober 1927 von der EPRON gehoben, anschließend instand gesetzt und wieder in Dienst gestellt. Während des Sowjetisch-Finnischen und des Deutsch-Sowjetischen Kriegs wurde das Schiff zur Unterstützung von Minenlegern eingesetzt. Am 18. April 1959 wurde das Schiff aus der Flottenliste der sowjetischen Seekriegsflotte gestrichen und im selben Jahr in Leningrad abgebrochen.
Trotz der großen Pannen am Beginn der Laufbahn des Schiffes, wurde dem Schiff internationale Aufmerksamkeit auch in der Presse zu Teil.

## Technische Besonderheiten
Die Maschinenanlage bestand ursprünglich aus einer Horizontal-Tauchkolbendampfmaschine mit zwölf Kesseln, welche auf zwei Propeller wirkte. Das Schiff besaß einen Freibord von 2,4 Meter. Hinter dem zweiten Panzerturm war der Rumpf eingebuchtet, so entstand eine Plattform über die halbe Schiffsbreite. Der Gürtel bestand aus zwei 178 Millimeter starken Stahlstreifen. Zwischen den Metallstreifen befand sich eine Holzverstärkung von 559 Millimetern Dicke. Der Gürtel verlief über die gesamte Schiffslänge. Mittschiffs befand sich die 48,8 Meter lange Zitadelle, auf der sich ein schmaler Decksaufbau befand. Die Pjotr Weliki war das einzige größere Kriegsschiff, welches innerhalb von 16 Jahren in Russland fertiggestellt wurde.